# Opération Rah-e-Nijat
Cette page se comprend mieux après la lecture de Insurrection islamiste au Pakistan.
Insurrection islamiste au Pakistan
Batailles
Bataille de Wana (2004) • Assaut de la Mosquée rouge (2007) • Première bataille de Swat (2007) • Bataille de Bajaur (2008) • Seconde bataille de Swat (2009) • Opération Rah-e-Nijat (2009) • Offensive d'Orakzai et de Kurram (2010 - 2011) • Opération Brekhna (2011) • Opération Zarb-e-Azb (2014)
L’opération Rah-e-Nijat (en ourdou : opération « chemin du salut ») est une opération militaire qui s'est déroulée au Waziristan du Sud, dans les régions tribales du Pakistan. Elle est menée par l'armée pakistanaise du 19 juin au 12 décembre 2009 qui combat des groupes islamistes armées. Le principal est celui des talibans pakistanais (le Tehrik-e-Taliban Pakistan). L'opération conduit au retour du district dans le contrôle du gouvernement. 
Le 17 octobre 2009, l'offensive aérienne s'est doublée d'une offensive terrestre afin de reprendre le contrôle du district et de démanteler le ou les fiefs du TTP (Tehrik-e-Taliban Pakistan). Cette seconde offensive fait suite à l'attaque par des groupes armées du Q.G. de l'armée pakistanaise (le 10 octobre 2009).
Le 12 décembre, le premier ministre Youssouf Raza Gilani annonce la fin de l'offensive au Waziristan du Sud, avant de déclarer que les opérations militaires se poursuivraient dans ce même district. Les combattants islamistes se seraient depuis déplacés dans les districts voisins du Waziristan du Nord et dans l'agence d'Orakzai.

## Contexte
Les mouvements de l'armée vers le Waziristan du Sud s'inscrivent dans un contexte de reprise de l'insurrection islamiste, après surtout la seconde bataille de Swat, menée d'avril à juillet 2009. Les autorités pakistanaises entraient alors dans une guerre de plus en plus directe contre le Tehrik-e-Taliban Pakistan (mouvement des talibans du Pakistan).
Le Waziristan du Sud était considéré, en 2009, comme le principal fief des talibans pakistanais. Une certaine paix prévalait dans la région jusqu'ici alors que le gouvernement pakistanais avait signé  en 2006 des accords de paix avec divers groupes armés implantés dans la région.

## Première phase: blocus de la subdivision
Immédiatement après leur victoire dans la seconde bataille de Swat, des troupes de l'armée pakistanaise se dirigent vers le Waziristan du Sud, principal fief du TTP, mais sans engager les combats immédiatement. Les troupes se concentrent alors aux frontières sud et est du Waziristan du Sud. Les autorités entrent alors dans une phase de trois mois de préparations de l'offensive, et notamment de négoiations avec les tribus occupants le Waziristan du Sud dans le but d'isoler les insurgés islamistes.
Durant cette même période, les talibans mènent de nombreuses embuscades contre des convois de l'armée, tuant des dizaines de soldats. La plus violente a eu lieu le 3 juillet : un hélicoptère de transport de l'armée est abattu, tuant les 40 soldats qui étaient à bord, dans l'agence d'Orakzai. Les talibans ont revendiqué l'attaque et l'on présenté comme une réaction aux opérations de l'armée dans le Waziristan du Sud.

## Seconde phase: opérations militaires

### Préparations
Après trois mois de blocus et de combats sporadiques, notamment dans les zones frontalière au Waziristan du Sud, les autorités ont annoncé le début imminent d'une vaste offensive aérienne et terrestre pour « nettoyer » les talibans implantés dans la zone. Ces opérations ont alors été présentées par l'armée comme la « mère de toutes les batailles ». Les préparatif se terminent le 16 octobre après une rencontre entre le gouvernement et les principaux officiels de l'armée.

### Offensive terrestre
Le 17 octobre 2009, quelque 28 000 soldats lancent une offensive dans le Waziristan du Sud. Les troupes pénètrent le vaste fief des insurgés, s'étendant sur 2 000 km2, du centre jusqu'à la frontière nord du Waziristan du Sud. L'armée attaque les positions des insurgés par le nord, le sud-est et le sud-ouest, formant ainsi trois axes d'opérations distincts. Les opérations commencent à trois heures du matin et sont menées par les 7e et 9e divisions d'infanterie de l'armée ainsi que la 50e division aéroportée. Des avions de chasse de l'armée, notamment des F-16 et des JF-17 Thunder, bombardent les caches des talibans, dont la petite ville stratégique de Makeen. Dans le même temps, les insurgés détruisent une tour de communication à Tiarza (ville située dans le front sud-ouest). Dans la nuit du 17 octobre au 18 octobre, la 50e division aéroportée se parachute avec des commandos d'élite.
Le premier jour de l'offensive aurait tué une dizaine d'insurgés et trois soldats,. Le lendemain, l'armée progresse lentement et rencontre une forte résistance dans les fiefs des insurgés. Selon l'armée, elle aurait tué 60 insurgés durant cette deuxième journée d'offensive et aurait perdu cinq soldats. Le 19 octobre, l'armée aurait perdu deux hommes et tué 18 insurgés